# هسكلة

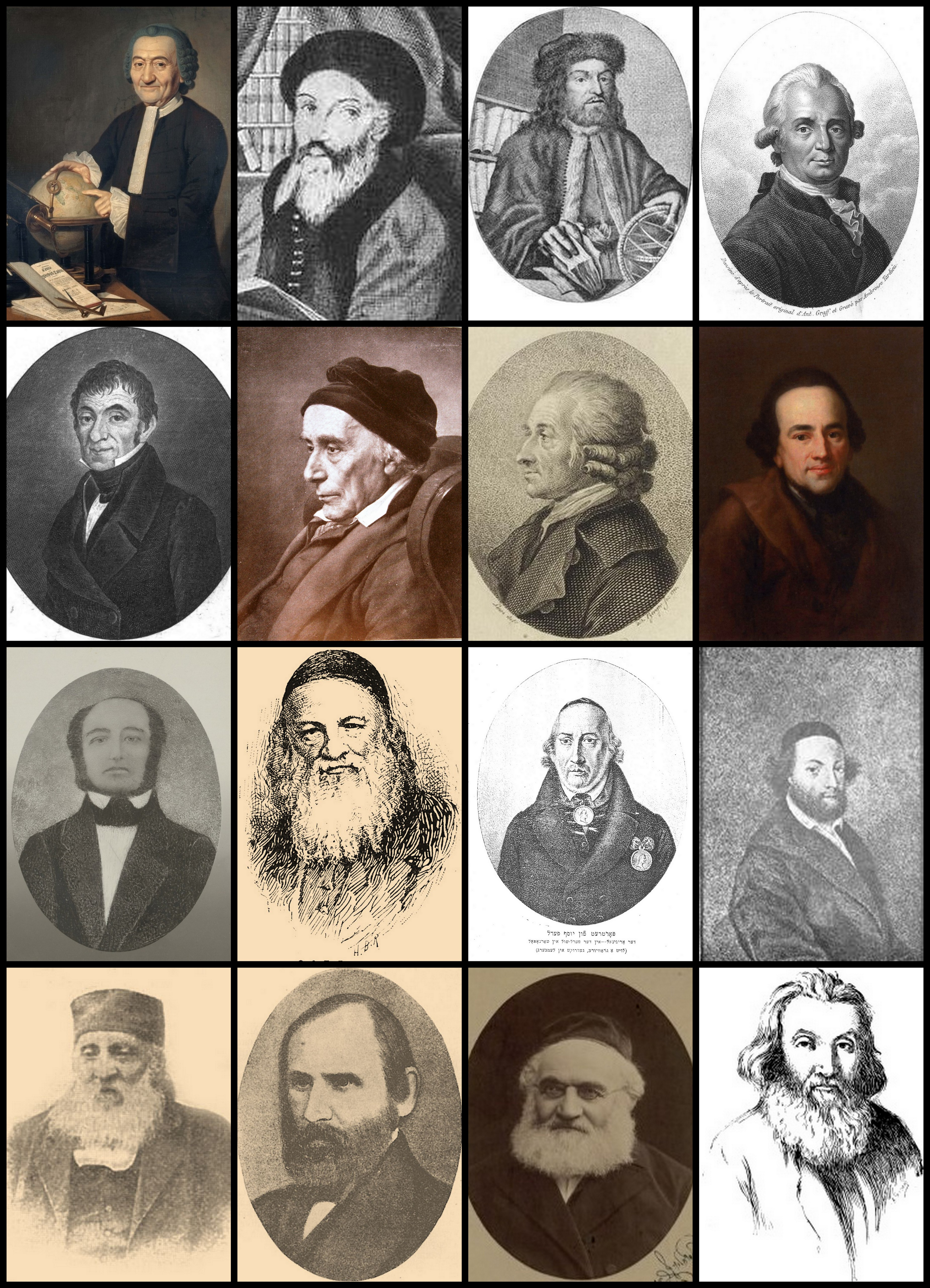
صورة مدمجه لعدد من العلماء اليهود الذين تبنوا حركة هسكلة.

هَسْكَلَة (بالعبرية: השכלה، بالانجليزية: Haskalah) هي حركة تنوير يهودية، بدأت الحركة بين يهود أوروبا في القرن الثامن عشر والقرن التاسع عشر الميلاديين، تدعو الحركة لتبني قيم عصر التنوير، والضغط للاندماج في المجتمع الأوروبي، وزيادة التعليم في الدراسات العلمانية، واللغة العبرية والتاريخ اليهودي. يعتبر مصطلح هسكلة علامة على بداية انخراط يهود أوروبا مع العالم العلماني، مما أدى في نهاية المطاف إلى إنشاء أول حركة سياسية يهودية من أجل التحرر اليهودي. ويدعى أنصار الحركة باسم مَسْكِلِيم (بالعبرية: משכילים، بالانجليزية: Maskilim)، وهناك اختلاف بن مصطلح هسكلة وبين مصطلح الربوبية في عصر التنوير الأوروبي، وتميزت الهسكلة بالسعي لتحديث المراجع الفلسفية والنقدية في إطار العقيدة اليهودية، وإسلوب حياة مقبولاً لحقوق التحرر.

## الأصول
طالما عاش اليهود في مجتمعات معزولة، وطالما كانت كل العلاقات الاجتماعية مع جيرانهم علاقة محدودة جدًا، وكان الحاخام العضو الأكثر تأثيرا في المجتمع اليهودي، بالإضافة إلى كونه عالمًا دينيًا ورجل دين، وكان الحاخام يعمل قاضيًا مدنيًا ودينيًا في جميع الحالات التي تكون فيها كلا الطرفين من يهود، وكان الحاخامات يمتلكون في بعض الأحيان صلاحيات إدارية هامة، جنبًا إلى جنب مع وجهاء المجتمع المحلي، وكانت الحاخامية تعمل بأسمى أهدافها على نشأت الفتيان اليهود، وكانت دراسة التلمود وسيلة للحصول على هذه النشأة، فما كان من دعاة الهسكلة أن دعوا للخروج من الغيتو، ليس فقط جسديًا بل ذهنيًا وروحيًا من أجل استيعاب اليهود بين جميع الدول غير اليهودية.
وكان لموسى مندلسون (1729 - 1786) وهو يهودي من بيلاروسيا، دور كبير في بروز فكر هسكلة وخدم بشكل كبير في نشأة الحركة، التي تشكلت أيضا من هارون هالي ولفسون (1754 - 1835)، وجوزيف بيرل (1773 - 1839)، نجاح مندلسون باعتباره فيلسوف شعبي وأديب في كشف الاحتمالات التي لم تكن متصورة حتى تلك اللحظة من التكامل المجتمعي، وقبول اليهود بين المجتمعات غير اليهودية، كما قدم مندلسون طرق لليهود لدخول المجتمعات العامة في ألمانيا، وكان على معرفة جيدة باللغة الألمانية اللازمة لتأمين مدخل إلى دوائر الألمانية المثقفة، واكتساب سيلة ممتازة ليقدمها مندلسون في ترجمته التوراة للغة الألمانية، وأصبح هذا العمل جسر عبور لازدياد طموح الشباب اليهودي ليتمكن في أن يمر ويصل إلى العالم الكبير، ويكتسب المعرفة العلمانية، أما التعليق النحوي الذي أُعد تحت إشراف مندلسون، كان يهدف إلى التصدي لنفوذ الطرق الحاخامية التقليدية للتفسير، جنبا إلى جنب مع ترجمة التوراة، وأصبح التعليق النحوي تمهيدًا لبداية حركة الهسكلة.
لعبت اللغة دورا رئيسيا في الحركة، كما دعى مندلسون وغيره لإحياء اللغة العبرية والحد من استخدام اللغة اليديشية، وكانت النتيجة تدفق عدد جديد من اليهود على الأدب العلماني، وكذلك الدراسات النقدية للنصوص الدينية، وقام يوليوس فورست جنبا إلى جنب مع غيره من الباحثين الألمان اليهود بجمع قواميس العبرية والآرامية وقواعد النحو، وبدأ اليهود أيضا في الدراسة والتواصل بلغات البلدان التي استقروا فيها، وتوفير بوابات أخرى للتكامل.
كانت برلين هي المدينة الأصلية لحركة هسكلة، وأصبحت هذه المدينة عاصمة ألمانيا معروفة كمركز للعلمانية المتعددة الثقافات والأعراق، وبيئة خصبة لإجراء محادثات بين الحركات الراديكالية وغيرها من الحركات، وجاء هذا التحرك من جانب إلى جنب مع دراسات أكثر بكثير عن الدراسة الدينية، وأخذت في ريادة الفكر الحديث والتقدمي، وكانت المدينة تأخذ في الارتفاع في الطبقة الوسطى اليهودية والنخب الفكرية التي تعرضت لعصر سابق من المفكرين التنوير مثل فولتير وديدرو وجان جاك روسو، وغالبا ما يشار إلى حركة باسم حركة هسكلة برلين، إشارة إلى أن برلين عي معقل ونشأة الحركة، وفي وقت لاحق غادرت الحركة ألمانيا، وأخذت في الانتشار في جميع أنحاء أوروبا الشرقية، تأثر بحركة هسكلة برلين الجاليات اليهودية المتعددة الذين كانوا جوعى للنصوص العلمية غير دينية والبصيرة إلى عوالم خارج الجيوب اليهودية.

## الانتشار
لم تبقى حركة الهسكلة مقتصرةً على ألمانيا، وسرعان ما انتشرت في جميع أنحاء أوروبا، وكانت بولندا وليتوانيا معقل اليهودية الربانية، مع وجود اثنتين من التيارات الدينية المنتشرة فيها، وهي ميسناديك التلمودية التي ترتكز في ليتوانيا وغيرها من المناطق، حركة الحاسيديم الشعبية المتواجدة في أوكرانيا وبولندا والمجر وروسيا، في القرن 19 الميلادي سعى دعاة الهسكلة إلى التحول من التعليم التقليدي والحياة إلى التعليم العلماني في أوروبا الشرقية، وبدأت العمل مع الحكومة الروسية من أجل التأثير ودعم الوسائل التعليمية العلمانية في شرق أوروبا، في حين هجا كُتاب حركة الحاسيديم التفسير العقلاني للمفكرين اليهودي، وقام دعاة الهسكلة بالتصدى لمنتقديهم التقليديين، ورافضي الاندماج في المجتمعات غير اليهودية، كما وقاموا بالدعوة إلى إزالة ورفض التعامل باللغة اليديشية.

## التأثير
عندما أصبحت حركة التحرر والاندماج في المجتمعات تنمو بشكل أوسع، وتأخذ في الازدهار، أسفرت حركة الهسكلة في خلق ثقافة يهودية علمانية، مع التركيز على التاريخ اليهودي والهوية اليهودية، وليس الدين فقط، وأدى ذلك إلى إشراك اليهود في مجموعة متنوعة من الطرق الحياتية داخل البلدان التي كانوا يعيشون فيها، وأخذوا في الانخراط في المنافسة، وشمل هذا الاشتراك النضال من أجل التحرر اليهودي، والمشاركة في الحركات السياسية اليهودية الجديدة، وفيما بعد في مواجهة الاضطهاد الذي استمر من أواخر القرن التاسع عشر في أوروبا، وتطوير القومية اليهودية، ويصف أحد مصادر هذه الآثار أن تحرر اليهود أخرج حركتين معارضة هما: الاستيعاب الثقافي التي بدأها موسى مندلسون، والصهيونية التي أسسها تيودور هرتزل في عام 1896.
كان واحدًا من وجوه حركة الهسكلة هو التكيف الثقافي على نطاق واسع، وهؤلاء اليهود الذين شاركوا في التنوير بدؤا بدرجات متفاوتة في المشاركة في الممارسات الثقافية مع السكان غير اليهود المحيطين بهم، ترتبط هذه الحركة بولادة حركة يهودية إصلاحية، وكان من أبرز المؤسسين لهذ الحركة الاصلاحية: إسرائيل جاكوبسون وليوبولد زونز، الذين رفضا استمرار مراعاة جوانب الشريعة اليهودية التي تصنف على أنها طقوس، في مقابل المعنوية أو الأخلاقية، وكان ثمة جانب هام آخر من حركة الهسكلة، هي مصالحها من الأديان غير اليهودية، وانتقد موسى مندلسون بعض جوانب المسيحية، ويصور يسوع حاخام التوراة الذي كان مواليًا لليهودية التقليدية، أن مندلسون مرتبط بشكل واضح بوجهات نظر إيجابية لليهودية وليسوع، ويربطهما بقضايا التحرر والمصالحة اليهودية المسيحية.

## وصلات خارجية
- مقالة مطولة عن حركة الهاسكالا
- خريطة انتشار حركة الهاسكالا